# Siete agravios
Los Siete agravios (en manchú: ᠨᠠᡩᠠᠨ ᡴᠣᡵᠣ nadan koro, en chino 七大恨 y en pinyin Qī Dà Hèn), fue un manifiesto anunciado por Nurhaci, khan del Later Jin, en el decimotercer día del cuarto mes lunar del tercer año de la era de Tianming , en chino 天命; 7 de mayo de 1618. Efectivamente declaró la guerra contra la dinastía Ming.
Los siete agravios son:
1. Los Ming mataron sin razón alguna al padre de Nurhaci y al  abuelo;
2. Los Ming suprimieron a los Jurchens de Jianzhou y favorecieron a los clanes Yehe Nara y Hada;
3. Los Ming violaron el acuerdo de territorios que  tenían hecho con Nurhaci;
4. Los Ming enviaron tropas para proteger a Yehe contra los Jianzhou;
5. Los Ming apoyaron a Yehe para romper las promesas hechas a Nurhaci;
6. Los Ming forzaron a Nurhaci a ceder las tierras de Chaihe, Sancha y Fuan;
7. El oficial de los Ming, Shang Bozhi, abusó de su poder y pasó por encima del pueblo.

Después del anuncio de los «Siete Agravios»", comenzó el ataque a  Fushun. Los desertores Han jugaron un papel muy importante en la conquista de China por la dinastía Qing.  A los generales chinos Han que desertaron a los manchúes, a menudo  les daba mujeres de la familia imperial Aisin Gioro en matrimonio mientras que a los soldados ordinarios que desertaron a menudo  les daban mujeres manchúes que no eran de estirpe real como esposas. El líder manchú Nurhaci casó a una de sus nietas con el general Ming Li Yongfang 李永芳 después de que se rindiera Fushun en Liaoning a los manchúes en 1618. La descendencia de Li recibió el título de "Vizcondado de Tercera Clase" (en chino, 三等子爵; pinyin, sān děng zǐjué). En represalia, un año después, una fuerza punitiva Ming de unos 100 000 hombres, que incluía tropas de Corea y Yehe, se acercó a los manchúes de Nurhaci por cuatro rutas diferentes. Los manchúes obtuvieron sucesivas victorias, siendo la más decisiva la batalla de Sarhu en la que Nurhaci derrotó a la dinastía Ming y a las tropas coreanas, que eran muy superiores en número y armamento.
La dinastía Ming estaba cansada por una combinación de luchas internas y el constante acoso de los manchúes. El 26 de mayo de 1644, Pekín cayó ante un ejército campesino rebelde dirigido por Li Zicheng. Durante el tumulto, el último emperador Ming se colgó de un árbol en el jardín imperial en las afueras de la Ciudad Prohibida. Los manchúes entonces se aliaron con el general Ming Wu Sangui y tomaron el control de Beijing y derrocaron a la efímera dinastía Shun de Li Zicheng, estableciendo el gobierno de la dinastía Qi